# Oxyadoretus nasutus
Oxyadoretus nasutus är en skalbaggsart som beskrevs av Gilbert John Arrow 1917. Oxyadoretus nasutus ingår i släktet Oxyadoretus och familjen Rutelidae. Inga underarter finns listade i Catalogue of Life.